# Beast
Hank "Beast" McCoy är en superhjälte som förekommer i serietidningar som utges av Marvel Comics. Han är en av medlemmarna i superhjältegruppen X-men. Beasts 

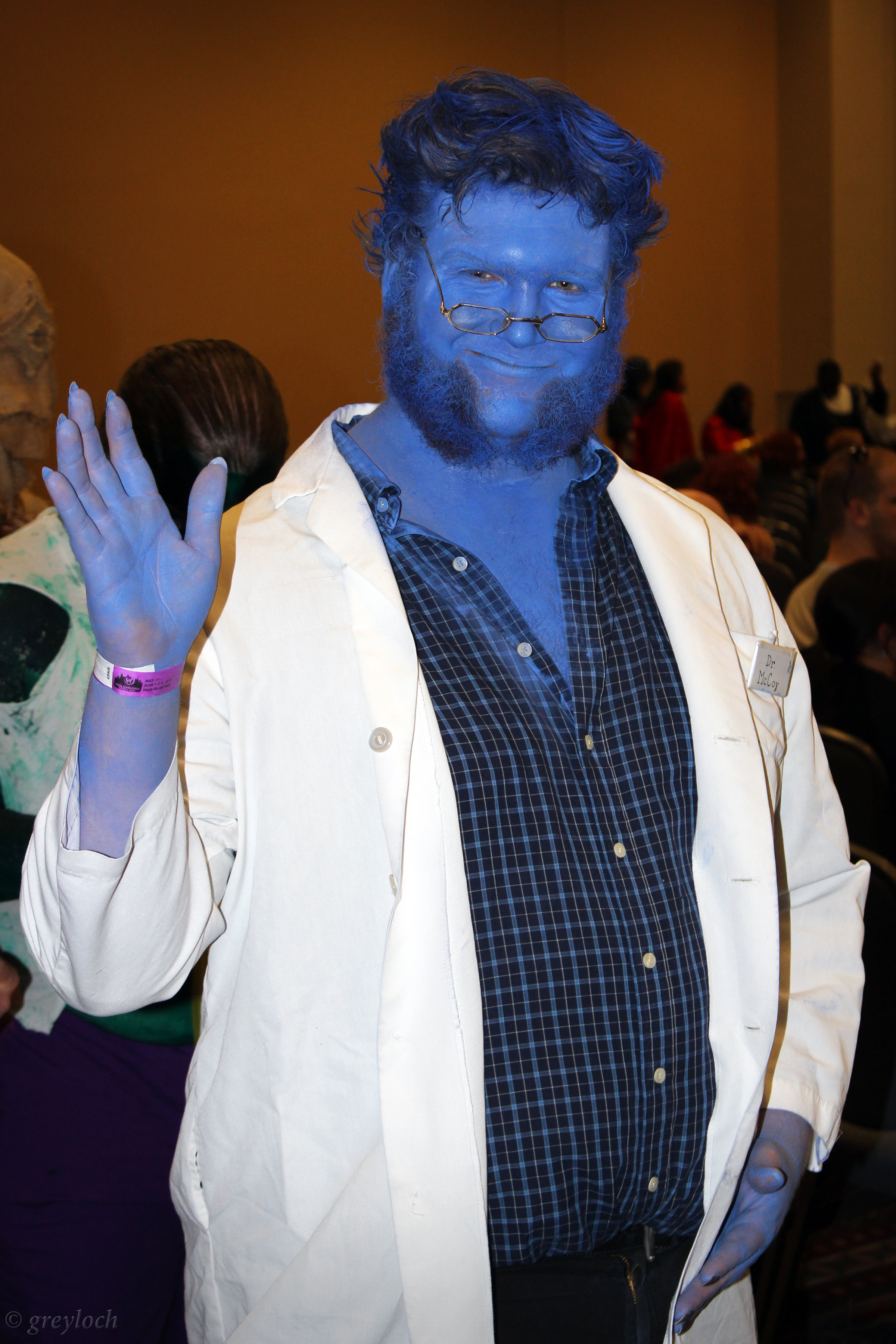
En person utklädd till Beast

kännetecken i de tidiga serierna var hans stora fötter och händer, men med tiden började han illustreras med blå päls och ett utseende som var en blandning av en katt och en gorillas. Ännu senare "degenererade" han tillbaka till ett än mer kattlikt utseende och påminner mest om ett blått människolejon.
Rollfiguren figurerar ej i filmerna X-Men och X-Men 2 då specialeffekterna inte kunde lösas till regissörens belåtenhet. Han medverkar däremot i X-Men: The Last Stand (2006) och spelas där av Kelsey Grammer. I filmerna X-Men: First Class (2011), X-Men: Days of Future Past (2014), X-Men: Apocalypse (2016), Deadpool 2 (2018) och X-Men: Dark Phoenix (2019) spelas han av Nicholas Hoult.

## Fiktiv biografi
Beasts övermänskliga förmågor är främst atletiska men han är även en framstående vetenskapsman. Innan hans krafter manifesterade sig spelade han amerikansk fotboll. Han är antagen till Professor X skola för begåvade ungdomar och arbetar idag som lärare där när han inte är ute och räddar världen.